# قروش قطية ذات زعنفة ظهرية
القروش القطية ذات الزعنفة الظهرية (الاسم العلمي: Proscylliidae)، فصيلة أسماك قرش صغيرة من رتبة القروش الأرضية. أعطانها جميع البحار الدافئة حول العالم.